# Actinopus nattereri
Actinopus nattereri är en spindelart som först beskrevs av Carl Ludwig Doleschall 1871.  Actinopus nattereri ingår i släktet Actinopus och familjen Actinopodidae. Inga underarter finns listade i Catalogue of Life.